# David di Donatello al millor actor estranger
El premi David di Donatello al millor actor estranger (en italià: David di Donatello per il miglior attore straniero) és un premi de cinema que va atorgar l'Acadèmia del Cinema Italià (ACI, Accademia del Cinema Italiano) per reconèixer els esforços destacats dels actors de cinema no italians durant l'any anterior a la cerimònia. El premi es va donar per primera vegada el 1957 i es va deixar de donar el 1996.
Les candidates i les guanyadores eren seleccionades per votació secundària per tots els membres de l’Acadèmia.

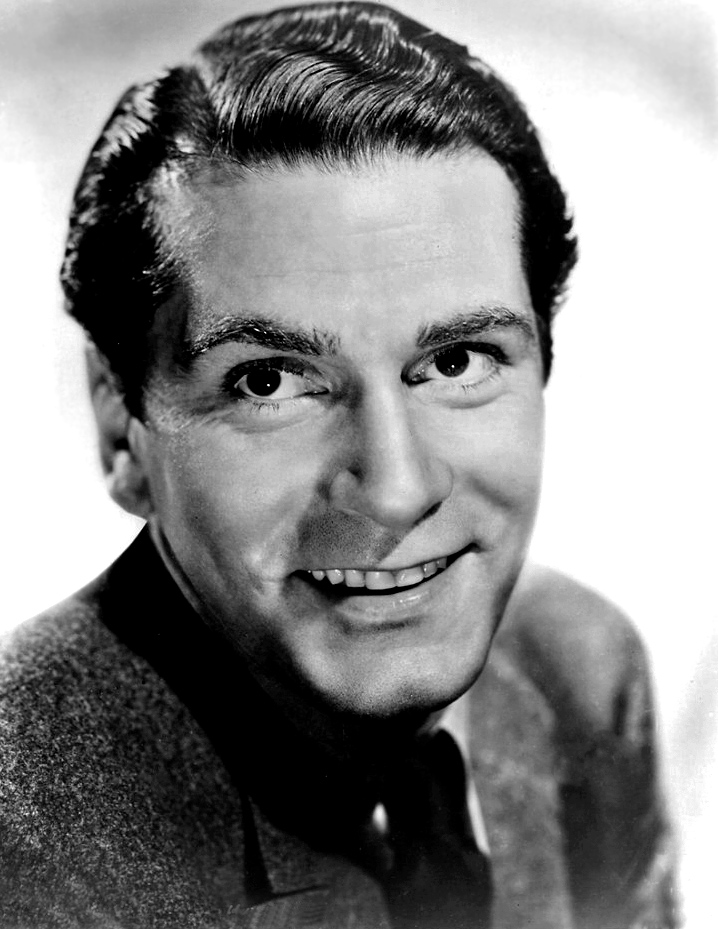
Laurence Olivier fou el primer actor en guanyar el premi el 1957, amb Ricard III.

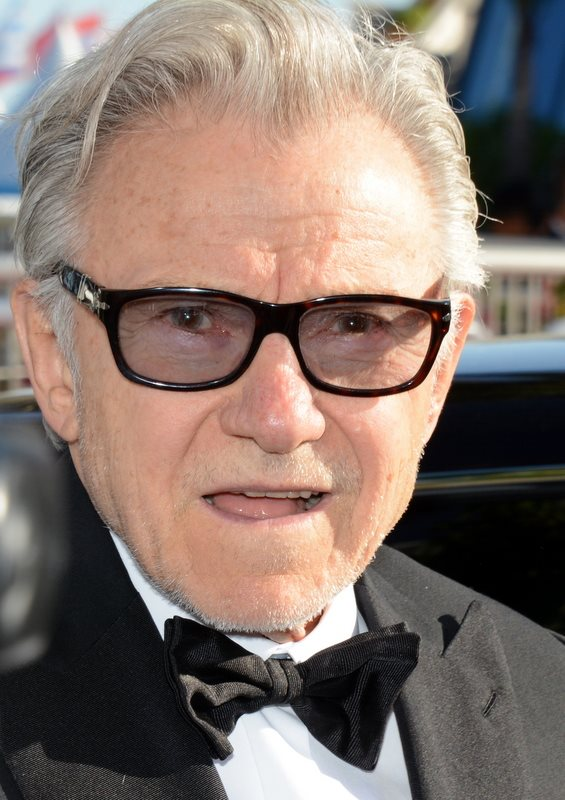
Harvey Keitel fou l'últim guanyador del premi el 1996.

## Guanyadors

### 1957
- Laurence Olivier - Ricard III (Richard III)

### 1958
- Marlon Brando - Sayonara (Sayonara) (ex aequo)
- Charles Laughton - Testimoni de càrrec (Witness for the Prosecution) (ex aequo)

### 1959
- Jean Gabin - Les Grandes Familles

### 1960
- Cary Grant - Perseguit per la mort (North by Northwest)

### 1961
- Charlton Heston - Ben-Hur (Ben-Hur)

### 1962
- Anthony Perkins - No em diguis adéu (Goodbye Again) (ex aequo)
- Spencer Tracy – Els judicis de Nuremberg (Judgment at Nuremberg) (ex aequo)

### 1963
- Gregory Peck - To Kill a Mockingbird

### 1964
- Peter O'Toole - Lawrence d'Aràbia (Lawrence of Arabia) (ex aequo)
- Fredric March - Seven Days in May (ex aequo)

### 1965
- Rex Harrison - My Fair Lady

### 1966
- Richard Burton - The Spy Who Came in from the Cold

### 1967
- Richard Burton - L'amansiment de la fúria (The Taming of the Shrew) (ex aequo)
- Peter O'Toole - La nit dels generals (The Night of the Generals) (ex aequo)

### 1968
- Warren Beatty - Bonnie i Clyde (Bonnie and Clyde) (ex aequo)
- Spencer Tracy - Endevina qui ve a sopar (Guess Who's Coming to Dinner)

### 1969
- Rod Steiger - The Sergeant

### 1970
- Peter O'Toole - Goodbye, Mr. Chips (Goodby, Mr.Chips) (ex aequo)
- Dustin Hoffman – Cowboy de mitjanit (Midnight Cowboy) (ex aequo)

### 1971
- Ryan O'Neal - Love Story (Love Story)

### 1972
- Topol - El violinista a la teulada (Fiddler on the Roof)

### 1973
- Yves Montand - César et Rosalie (ex aequo)
- Laurence Olivier - L'empremta (Sleuth) (ex aequo)

### 1974
- Robert Redford – El cop (The Sting) (ex aequo)
- Al Pacino - Serpico (Serpico) (ex aequo)

### 1975
- Burt Lancaster - Confidències (ex aequo)
- Jack Lemmon - The Front Page (ex aequo)
- Walter Matthau - The Front Page (ex aequo)

### 1976
- Philippe Noiret – El vell fusell (Le Vieux Fusil) (ex aequo)
- Jack Nicholson - Algú va volar sobre el niu del cucut (One Flew Over the Cuckoo's Nest) (ex aequo)

### 1977
- Sylvester Stallone - Rocky (Rocky)
- Dustin Hoffman – Marathon Man

### 1978
- Richard Dreyfuss - La noia de l'adéu (The Goodbye Girl)

### 1979
- Richard Gere - Days of Heaven (ex aequo)
- Michel Serrault – Casa de boges (La cage aux folles) (ex aequo)

### 1980
- Dustin Hoffman - Kramer contra Kramer (Kramer vs. Kramer) (ex aequo)
- Jack Lemmon - La síndrome de la Xina (The China Syndrom) (ex aequo)

### 1981
- Burt Lancaster - Atlantic City

### 1982
- Klaus Maria Brandauer - Mephisto

### 1983
- Paul Newman – Veredicte final (The Verdict)

### 1984
- Woody Allen - Zelig (Zelig)

### 1985
- Tom Hulce - Amadeus (Amadeus)

### 1986
- William Hurt - O Beijo da Mulher Aranha (Kiss of the Spider Woman)

### 1987
- Dexter Gordon - Al voltant de mitjanit ('Round midnight)

### 1988
- Michael Douglas - Wall Street (Wall Street)

### 1989
- Dustin Hoffman - Rain Man

### 1990
- Philippe Noiret - La vida i res més (La vie et rien d'autre)

### 1991
- Jeremy Irons - El misteri Von Bulow (Reversal of Fortune)

### 1992
- John Turturro - Barton Fink

### 1993
- Daniel Auteuil - Un cor a l'hivern (Un coeur en hiver)

### 1994
- Anthony Hopkins - El que queda del dia (The Remains of the Day)

### 1995
- John Travolta - Pulp Fiction (Pulp Fiction)

### 1996
- Harvey Keitel - Smoke (Smoke)